# Prato-di-Giovellina
 Prato-di-Giovellina  là một xã ở tỉnh Haute-Corse trên đảo Corse, Pháp. Xã này có diện tích 12,21 km², dân số năm 1999 là 40 người. Khu vực này có độ cao trung bình 650 mét trên mực nước biển.